# Xerophyta eylesii
Xerophyta eylesii är en enhjärtbladig växtart som först beskrevs av S. Greves, och fick sitt nu gällande namn av Nanuza Luiza de Menezes. Xerophyta eylesii ingår i släktet Xerophyta och familjen Velloziaceae. Inga underarter finns listade.